# Juan Carlos Cortada
Juan Carlos Cortada es un deportista cubano que compitió en judo adaptado. Ganó una medalla de bronce en los Juegos Paralímpicos de Pekín 2008 en la categoría de –100 kg.

## Palmarés internacional
| Juegos Paralímpicos | Juegos Paralímpicos | Juegos Paralímpicos | Juegos Paralímpicos |
| Año                 | Lugar               | Medalla             | Categoría           |
| ------------------- | ------------------- | ------------------- | ------------------- |
| 2008                | Pekín (China)       | Medalla de bronce   | –100 kg             |